# Kosmos 2126
Kosmos 2126, sovjetski komunikacijski satelit iz programa Kosmos. Vrste je Strijela-1M.
Lansiran je 12. veljače 1991. godine u 02:44 s kozmodroma Pljesecka, s mjesta 133/3. Lansiran je u nisku orbitu oko planeta Zemlje raketom nosačem Kosmos-3M 11K65M. Orbita mu je 1466 km u perigeju i 1496 km u apogeju. Orbitnog nagiba je 74,03°. Spacetrackov kataloški broj je 21101. COSPARova oznaka je 1991-009B. Zemlju obilazi u 115,57 minuta. Mase je 40 kg.
U istoj misiji poslano je još 7 satelita vrste Strijela-1M, a još je neki dijelovi (S3M, ostatci Kosmos R-14) ostali su kružiti u niskoj orbiti.

## Vanjske poveznice
- N2YO.com Search Satellite Database (engl.)
- Celes Trak SATCAT Format Documentation (engl.)
- Kunstman  Arhivirana inačica izvorne stranice od 12. kolovoza 2019. (Wayback Machine) Satellites in Orbit (engl.)